# Hervé Faye
Pour les articles homonymes, voir Faye.
Hervé Faye, né le 1er octobre 1814 à Saint-Benoît-du-Sault (Indre) et mort le 4 juillet 1902 à Paris, est un astronome français.

## Biographie
Hervé Faye est le fils d'Hervé-Charles-Antoine Faye, ingénieur des Ponts-et-Chaussées et membre de l'Expédition d'Égypte, et de Jeanne Françoise Euphrasie Dubrac.
Après un baccalauréat ès lettres, il entre à l'École polytechnique en 1832 mais en sort volontairement sans avoir accompli les deux années réglementaires,. Il part travailler en Hollande comme ingénieur dans différentes entreprises industrielles. 
Il passe une licence ès sciences, puis un doctorat ès sciences. 
En 1842, il entre à l'observatoire de Paris avec l'appui de François Arago. 
En 1843, il découvre la comète périodique qui porte son nom (4P/Faye). Cette nouvelle et quatrième comète lui vaut le prix Lalande en 1844. En gravimétrie, dans la formule de Bouguer, son nom est attaché à la correction à l'air libre, encore appelée correction de Faye. Il est professeur à l'École polytechnique, où il enseigne la géodésie et l'astronomie de 1848 à 1854. Il a comme assistant Aimé Laussedat pendant sa dernière année.
La famille d'Hervé Faye s'installe à Nancy où, recteur d'académie, il est professeur d'astronomie. Les exposés lumineux de Faye contribuent fortement à ébranler le système laplacien, calqué sur une vision newtonienne étroite et rigoriste du monde interstellaire.
En 1847, il est élu membre de l'Académie des sciences, dont il est président en 1872. Il préside le Bureau des longitudes en 1876 et la Société astronomique de France de 1889 à 1891. 
En 1852, Faye est au centre d'une querelle où sont impliqués Arago et le père Angelo Secchi ; il démissionne de l'Observatoire.
En août 1854 il est nommé professeur de mathématiques pures et appliquées et recteur de la faculté des sciences de Nancy.
Il est brièvement nommé ministre de l'instruction publique, des cultes et des beaux-arts du 23 novembre au 13 décembre 1877 dans le gouvernement Gaétan de Rochebouët.
Il meurt à l'âge de 87 ans et est inhumé au cimetière de Passy (4e division).

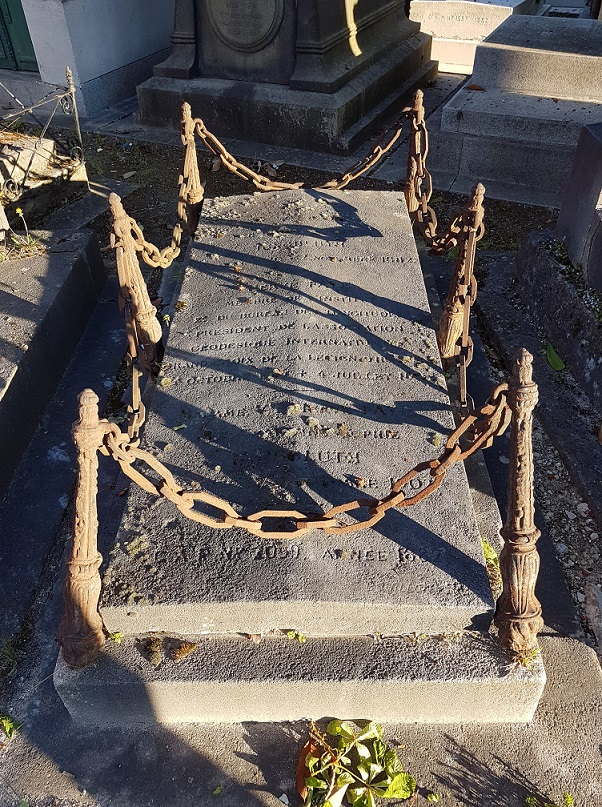
Sépulture au cimetière de Passy.

Marié avec Christine Sophie Jungblüth, il avait une fille. Il avait été promu grand-croix de la Légion d'honneur. En 1935, l'Union astronomique internationale a donné son nom au cratère lunaire Faye.

## Principales publications
- 1846. Sur un nouveau collimateur zénithal et sur une limite zénithale nouvelle
- 1846. Sur le[8] parallaxe d'une étoile anonyme de la Grande Ourse
- 1847. Sur l'anneau de Saturne[9]
- 1852. Leçons de cosmographie rédigées d'après les programmes officiels. Texte en ligne
- 1873–1874. Cours d'astronomie. École polytechnique. 1re division. Texte en ligne
- 1874–1875. Cours d'astronomie. École polytechnique. 1re division. Texte en ligne
- 1878–1879. Cours d'astronomie et de géodésie. École polytechnique. 1re division. Texte en ligne
- 1880. Cours d'astronomie nautique Texte en ligne
- 1880. Des prétendues influences de la Lune
- 1881–1883. Cours d'astronomie de l'École polytechnique (2 volumes)
- 1884. Sur l'origine du monde, théories cosmogoniques des Anciens et des Modernes. Texte en ligne
- 1887. Sur les tempêtes, théories et discussions nouvelles
- 1897. Nouvelle étude sur les tempêtes, cyclones, trombes ou tornados Texte en ligne